# Ovídio Peixoto Meira
Ovídio Peixoto Meira (Pernambuco, 3 de junho de 1884 – Rio de Janeiro, 1 de novembro de 1944) foi um médico brasileiro.
Doutorado em medicina na Faculdade de Medicina do Rio de Janeiro em 1907. Foi eleito membro da Academia Nacional de Medicina em 1919, sucedendo na Cadeira 32 Antônio Félix Martins, também patrono desta cadeira.